# Janggalan
Janggalan is een bestuurslaag in het regentschap Kudus van de provincie Midden-Java, Indonesië. Janggalan telt 2526 inwoners (volkstelling 2010).